# Chironius exoletus
Chironius exoletus também conhecida por nomes populares como cipó de Linnaeus ou Cobras de barriga amarela. É uma espécie de cobra-cipó distribuída  nos países da América do Sul como Panamá, Costa Rica, Venezuela, Guiana, Suriname, Guiana Francesa, Brasil, Argentina, Bolívia, Peru, Colômbia e Equador. No Brasil, é comumente encontrado nas regiões da Mata Atlântica, Cerrado ,Pantanal e Caatinga. Vivem em florestas subtropicais, tropicais úmidas, montanhas perenes , floresta de galeria, florestas nublado e altitudes elevadas. Possui hábitos terrestres, diurnos, semi-arbóreos, sendo encontrados perto de rios, riachos e terrenos agrícolas. Vive nas árvores até 4 metros acima do chão, não sendo incomum encontrá-las no chão, uma vez que sua alimentação é de pequenas rãs arbóreas, assim, sendo consideradas batracófagas. É considerada uma espécie inofensiva aos seres humanos.

## Características da Espécie
Esse animal é de pequeno porte, não muito corpulento, sendo uma estratégia adotada para fácil locomoção entre as arvores e arbustos, como também para fugir de seus predadores, assim, apresentando menor largura na escama ventral e podem chegar até 1 metro. Tem a cabeça pequena, olho grande com pupilas redondas, a cabeça se diferencia do corpo, placa anal dividida e dentição áglifa. Possui uma coloração verde, sendo que, quando jovens, tem faixas cruzadas, lábios, queixo e garganta pálidas com uma coloração amarelada e barriga branca esverdeada. A cor de seus olhos é um marrom mais pro amarelo claro, anel amarelo em torno da pupila e língua vermelho-alaranjado com uma ponta cinza. A fêmea é maior que o macho, possuindo também as presas e cabeça maior pelo fato de que se alimentam mais que os machos, assim, possuindo um dimorfismo sexual. São ovíparas, ou seja, elas botam ovos e o desenvolvimento do embrião é externo.

## Conservação da Espécie
A espécie está na lista de menor preocupação, ou seja, não é considerada uma espécie ameaçada.